# Ficció
Ficció is een Spaanse film uit 2006, geregisseerd door Cesc Gay.

## Verhaal
Álex is een filmregisseur van middelbare leeftijd. Op zoek naar inspiratie voor zijn volgende film, laat hij zijn vrouw achter in Barcelona om een paar dagen op bezoek te gaan bij zijn goede vriend Santi die op het platteland woont. Tijdens een diner ontmoet hij Judith, een vriendin van Santi, en haar vriendin Mònica. De rustige omgeving doet Álex goed en hij begint zich steeds meer te ontspannen. De idyllische omgeving maakt het schrijven niet eenvoudiger. De situatie wordt nog lastiger wanneer Álex zich aangetrokken voelt tot Mònica en hij vermoedt dat dit wederzijds is.

## Rolverdeling
| Acteur           | Personage |
| ---------------- | --------- |
| Eduard Fernández | Álex      |
| Javier Cámara    | Santi     |
| Montse Germán    | Mònica    |
| Carme Pla        | Judith    |
| Ágata Roca       | Silvia    |
| Greta Fernández  | Andrea    |
| Sol Caramilloni  | Violeta   |
| Pau Rangel       | Pau       |

## Ontvangst

### Recensies
NRC schreef: "Regisseur Cesc Gay filmt alles in prachtige kaders; de natuur werkt niet alleen in op de personages, maar ook op de kijker. En de film zit vol droge filmische humor."

### Prijzen en nominaties
Een selectie:
| Jaar | Evenement                    | Categorie                    | Genomineerde | Resultaat |
| ---- | ---------------------------- | ---------------------------- | ------------ | --------- |
| 2007 | Mar del Plata (22ste editie) | Gouden Ástor voor beste film | Ficció       | Gewonnen  |
| 2007 | Mar del Plata (22ste editie) | SIGNIS Award                 | Cesc Gay     | Gewonnen  |